# Comté de Clay (Alabama)
Pour les articles homonymes, voir Comté de Clay.
Le Comté de Clay est un comté des États-Unis, situé dans l'État de l'Alabama.

## Histoire
Le comté a été fondé le 7 décembre 1866, et nommé en l'honneur d'Henry Clay.

## Géographie
Lors du recensement de 2000, le comté avait une superficie totale de 1 569,5 km2, dont 1 567,1 km2 de terre (99,85 %) et 2,4 km2 d'eau (0,15 %).

## Démographie
| 1870  | 1880   | 1890   | 1900   | 1910   | 1920   |
| ----- | ------ | ------ | ------ | ------ | ------ |
| 9 560 | 12 938 | 15 765 | 17 099 | 21 006 | 22 645 |

| 1930   | 1940   | 1950   | 1960   | 1970   | 1980   |
| ------ | ------ | ------ | ------ | ------ | ------ |
| 17 768 | 16 907 | 13 929 | 12 400 | 12 636 | 13 703 |

| 1990   | 2000   | 2010   | - | - | - |
| ------ | ------ | ------ | - | - | - |
| 13 252 | 14 254 | 13 932 | - | - | - |